# Cyclocephala parallela
Cyclocephala parallela är en skalbaggsart som beskrevs av Thomas Casey 1915. Cyclocephala parallela ingår i släktet Cyclocephala och familjen Dynastidae. Inga underarter finns listade i Catalogue of Life.